# Изюмский приборостроительный завод имени Ф. Э. Дзержинского
Изюмский приборостроительный завод им. Ф. Э. Дзержинского (1953—1992) — предприятие Министерства оборонной промышленности СССР, производственное объединение оптического приборостроения, оптики и точной механики, оптического стекловарения, огнеупорной керамики и других основных и вспомогательных производств, на предприятии проводились конструкторские и технологические работы с технологической подготовкой производства в области оптических систем и опытного оптического стекловарения. В связи с новой финансовой и экономической политикой в 1992 году правопреемником Изюмского приборостроительного завода им. Ф. Э. Дзержинского стал Изюмский казенный приборостроительный завод.

## История
В результате послевоенного восстановления экономики и политики мобилизации в промышленности удалось значительно превысить экономические показатели довоенного времени и перейти к развитию наукоемких производств, машиностроения, ракетной техники, точной механики и оптики. Середина 1950-х годов характеризовалась большим размахом промышленного строительства и техническим переоснащением предприятий оборонной промышленности. Высокий уровень военной техники, мощное развитие ракетостроения, интересы обеспечения безопасности страны требовали новых направлений в развитии оптического приборостроения. Наступала эра ракетной техники и высокоточного вооружения.

### Министерство оборонной промышленности
В период 1950-х годов произошли крупные изменения в советском правительстве, укрупнены министерств путём объединения, 15 марта 1953 года формируется Министерство оборонной промышленности и 14 декабря 1957 года Государственный комитет по оборонной технике. В 1956 году в связи с появлением принципиально новых видов вооружений ракетной техники, система обозначений (индексов) образцов вооружений, применяемая в не секретной переписке, претерпела ряд изменений. В Министерстве обороны 19 ноября 1960 года Главное артиллерийское управление (ГАУ) переименовывается в Главное ракетно-артиллерийское управление (ГРАУ), которое является государственным заказчиком военной техники, в начале 1960 году представительство военного заказчика размещается на заводе.
В период с 15 марта 1953 года по 2 марта 1965 года формируется организационная структура управления военно-промышленным комплексом СССР (ВПК). На производстве стиль речи приобретает новый деловой оборот: миноборон, миноборонпром, главком, главк, главпред, военпред, госзаказ, госприёмка, прибор, третья смена (работа в три смены), аврал, приказ, ценное указание, на ковер, по головке не погладят. По распределению на завод направляется и устраивается на работу большое количество молодых рабочих, техников, инженеров, которые проживают в общежитиях.

#### Строительство завода оптических приборов
Решение о строительстве в городе Изюме казенного завода оптических приборов было принято 30 октября 1916 года Военным Советом Российской Империи во главе с военным министром Шуваевым Дмитрием Савельевичем, членами совета генералом Поливановым Алексеем Андреевичем, генералом Сухомлиновым Владимиром Александровичем, Военный Совет Российской Империи «постановил приступить к строительным работам казенного завода оптических приборов в городе Изюме». Проектные работы проводились в Главном артиллерийском управлении генералом Маниковским Алексеем Алексеевичем и полковником Добродумовым В. А. На необходимость завода по оптическому стекловарению и оптическому приборостроению указывал опыт предприятий Шотта и Цейсса в городе Йена, «связь стекловаренного и оптического заводов намечена Главным Артиллерийским Управлением в городе Изюме, где оба завода предполагается расположить на одной территории».

 Согласно представления в Государственную думу от 31 октября с. г. за № 11800 секр. об отпуске средств на постройку казенного завода оптических приборов, этот завод будет построен в том же городе Изюме; соединение в одном месте двух заводов — оптического стекла и оптических приборов — будет не только выгодно в экономическом отношении, но и весьма целесообразно в техническом отношении, потому что успешность производства обоих заводов в сильной степени зависит от их постоянной связи и взаимоотношений. На постройку и оборудование завода оптического стекла потребуется около одного строительного сезона (1917 г.) Подписи: Военный министр генерал Шуваев Дмитрий Савельевич и Начальник артиллерийского управления генерал Маниковский Алексей Алексеевич. — Военная промышленность России в начале XX века 1900—1917. Сборник документов. Представление Военного министерства в Государственную думу о постройке завода оптического стекла в г. Изюме № 14052 от 31 декабря 1916 г. — М: Новый хронограф, 2004
После согласования проекта строительства работы переносятся из города Петербурга в город Изюм. В этот период на Изюмском заводе оптического стекла ожидали поставку оборудования из Петрограда, вагоны с оборудование не прибыли в город Изюм и были остановлены в городе Воронеж, переправлены в город Пермь, затем в город Подольск и город Красногорск.

 В 1917 и 1918 года казенный оптико-механический завод ГАУ из Петрограда оказался в городе Воронеж, затем в городе Пермь, в 1918 году оказался в Подольске. Строительство в городе Изюме было остановлено, в условиях германской оккупации чертежи проекта по строительству Изюмского завода оптического стекла пропали. — Давыдов Б. В. От лупы до высокоточного оружия
15 марта 1918 года было объявлено о «расстройстве военной промышленности». С апреля 1918 года по ноябрь 1918 года в связи с германской оккупацией города Изюма строительство завода остановилось. Офицеры и военные инженеры Главного Артиллерийского Управления отбывают в город Харьков, затем в город Петроград.
В 1946 году Устинов Дмитрий Фёдорович, Рябиков Василий Михайлович и Гайдуковым Львом Михайловичем по результатам работы советского института Нордхаузен в оккупационной зоне в Германии, созданный для изучения военно-промышленного комплекса завода Монтанья по производству ракет Фау-2, совместно с сотрудниками института Нордхаузен принимают решение, что ракета не относится к боеприпасам и является новым перспективным видом вооружения, основанным на военно-промышленном комплексе.
В 1947 году на Изюмский завод оптического стекла по репарации из Германии города Йена поступили два эшелона оборудования и прибыли 52 сотрудника с завода Carl Zeiss. Начиная с 1950 года на всех заводах оптического стекла, оптико-механических заводах и заводах оптического приборостроения работало около 300 немецких специалистов. Немецкие и иностранные специалисты распределялись управлением по делам военнопленных и интернированных (УПВИ) НКВД СССР из лагеря «Свободная Германия» в городе Красногорске Москвой области, из которого немецкие, румынские, японские пленные добровольно изъявляли желание работать на Красногорском, Загорском, Лыткаринском, Изюмском заводах и других заводах будущего военно-промышленного комплекса СССР. К началу 1953 года военнопленные из города Изюма были интернированы, некоторые не были интернированы по семейным обстоятельствам и продолжали проживать в городе Изюме и продолжали работать на заводе.
Министр оборонной промышленности Устинов Дмитрий Фёдорович и замминистра оборонной промышленности Зверев Сергей Алексеевич принимают решение о строительстве приборостроительного завода в городе Изюме, и постановлением Совета Министров в 1953 году Изюмскому заводу оптического стекла присваивается наименование Изюмский приборостроительный завод им. Ф. Э. Дзержинского. Строительство завода оптических приборов осуществлялось без прекращения производства оптического стекловарения путём расширения производства и увеличения производственной территории.
В период с 1953 по 1970 годы производственная территория завода увеличилась в 10 раз, численность работающих на предприятии составляла около 10 тысяч сотрудников. К началу 1970-х годов предприятие представляло собой военно-промышленный комплекс, производственное объединение оптического приборостроения, точной механики и оптики, оптического стекловарения, огнеупорной керамики и других основных и вспомогательных производств, на предприятии проводились конструкторские и технологические работы в области оптических систем и опытного оптического стекловарения.

## Научно-технические работы
В 1963 году начат выпуск первых прицелов для противотанковых ракетных комплексов, 9Ш16 прицел комплекса 9К11 Малютка, в 1968 году 9Ш115 прицел комплекса 9К14 Малютка-М. Противотанковые ракетные комплексы с оптическими прицелами Изюмского приборостроительного завода им. Ф. Э. Дзержинского активно использовались в арабо-израильской войне 1973 года, поразив большое количество бронированной и вспомогательной техники, по оценке арабской стороны с помощью противотанковых ракетные комплексов за 18 дней военных действий было выведено из строя порядка 800 израильских танков. Комплекс 9К11 и 9К14 Малютка можно отнести к несомненным удачам отечественного ракетостроения. За время производства поставлено более чем 35 стран мира в количестве более 300 тысяч штук. Противотанковый ракетный комплекс Малютка выпускался до 1984 года. В настоящее время предлагается вариант модернизации комплекса, получивший обозначение Малютка-2.
В 1970 году поставлен на вооружение 9Ш119 прицел комплекса 9К111 Фагот. Заводские испытания комплекса проводились в 1967—1968 годах, которые были признаны неудачными, из-за низкой надежности систему управления ракетой по проводам. После устранения неисправностей в марте 1970 году комплекс прошёл государственные испытания. Постановлением СМ № 793-259 от 22 сентября 1970 года комплекс 9К111 Фагот был принят на вооружение. В период с 1970 по 1971 годов на Кировском заводе Маяк было изготовлено противотанковых комплексов Фагот с прицелами 9Ш119 в количестве более 800 штук. Комплекс 9К111 Фагот экспортировался во многие страны мира и применялся во многих локальных конфликтах последних десятилетий, производился по лицензии в Болгарии, состоит на вооружении в странах Алжир, Ангола, Афганистан, Белоруссия, Болгарии, Босния, Герцеговина, Венгрия, Греция, Индия, Иран, Ирак, Йемен, Казахстан, Куба, Кувейт, Ливия, Мозамбик, Польша, Сербия, Сирия, Словакия, Словения, Финляндия, Хорватия, Чехия, Эфиопии, Иордания, Северная Корея, Никарагуа, Перу, Румыния, Вьетнам, Китай.
В 1978 году на вооружение был поставлен противотанковый ракетный комплекс 9К115 Метис с прибором наведения и управления 9С816, который управляет ракетой 9М115 с полуавтоматической системой наведения. Важным резервом снижения габаритов, массы и стоимости комплекса 9К115 Метис стало упрощение прибора наведения и автоматизированной системы управления в одном корпусе прибора 9С816. Ракета 9М115 оснащена трассёром, наземная аппаратура получает информацию от трассёра об угловом положении противотанковой управляемой ракеты в полете, что позволяет корректировать положение ракеты в полете через команды, управляемые ракетой и выдаваемые на прибор 9С816 по проводной линии связи. Стрельба может вестись с неподготовленных позиций из положения лежа, стоя с плеча. Возможна стрельба с установок на бронированных машинах, из укрытий в последнем случае требуется около 6 метров свободного пространства сзади для выброса пламени из сопла ракеты.
В период 1980-х годов на вооружение был поставлены комплексы высокоточного управляемого вооружения 9К116 Кастет, 9К116-1 Бастион, 9К116-2 Шексна, 9К116-3 Басня, разработки проводились с приборами наведения 9Ш115, 9Ш115А, 9Ш116, 9Ш135. В 1981 году на вооружение был принят комплекс 9К116 Кастет с прибором наведения 9Ш135, который управлял по лазерному лучу ракетой 9М117, выстреливаемой из ствола 100-мм противотанковой пушки 2А29К Кастет. В 1980 году до завершения государственных испытаний комплекса 9К116 Кастет было принято решение развернуть широкую разработку унифицированных комплексов высокоточного управляемого вооружения для танков Т-54, Т-55 и Т-62. Практически одновременно разрабатывался комплекса 9К116-1 Бастион, совместимый со 100-мм нарезными пушками Д-10Т танков типа Т-54, Т-55 и комплекс 9К116-2 Шексна, предназначенный для танков Т-62 с 115-мм гладкоствольными пушками У-5ТС. Ракета 9М117 заимствована от комплекса 9К116 Кастет без изменений, при этом в комплексе 9К116-2 Шексна ракета оснащалась опорными поясами для обеспечения устойчивого движения по стволу 115-мм калибра. В результате в сжатые сроки при относительно небольших затратах были созданы модернизации танков третьего поколения: Т-54, Т-55, Т-62 с ракетным вооружением в значительной мере равносильной огневой мощи на больших дистанциях стрельбы с танками четвёртого поколения.
Разработка танковых комплексов управляемого вооружения была завершена в 1983 году. В период 1983—1990 годов были завершены конструкторские работы и технологическая подготовка производства прибора наведения ПНК, с дальностью обнаружения, распознавания цели и управление ракетой не менее 8 км, с габаритными размерами не более портативного телевизора, и весом 9.5 кг.

## Оптическое приборостроение
Основное производство оптических систем в основном изготавливает оптико-электронные системы (EOS), оптические приборы наблюдения (DVS), приборы ночного наблюдения (NVS), приборы дневного и ночного наблюдения (DNVS), оптические прицелы (OSS), оптико-электронные системы противовоздушной обороны (ADDEOS), оптико-электронные системы наведения (EOTS), оптико-электронные системы управления огнём (EOFCS) для военной техники и высоко-точного вооружения, использует оптические компоненты, поступающие от собственного производства оптических компонентов и некоторые комплектующие закупаются по кооперации на других оптико-механических предприятиях и предприятиях оптического приборостроения. Производственная мощность оптических систем составляет не более 2 тысячи оптических систем ежегодно или не более 200 оптических систем каждый месяц. Оптические системы складируются и учитываются по наименованию оптической системы и номеру заказа. Со склада оптические системы отгружаются заказчикам.
Оптико-электронные системы наведения (EOTS)
| Тип образца | Фото | Оптическая Система | Дальность | АСУ         | Ракета | Головка     | Комплекс             | НАТО     | Пусковая установка         | Экспорт |
| ----------- | ---- | ------------------ | --------- | ----------- | ------ | ----------- | -------------------- | -------- | -------------------------- | --- |
| 1963        |      | 9Ш16               | 3.0 км    | 9С415       | 9М14   | -           | Малютка              | Sagger   | 9П110 9П111                | Китай, Иран, Вьетнам, Ливия, Хорватия, Болгария, Туркмения, Марокко, Йемен, Киргизия, Мозамбик, Израиль                                                  |
| 1970        |      | 9Ш119              | 2.0 км    | 9С474       | 9М111  | -           | Фагот                | Spigot   | 9П135                      | Россия, Афганистан, Болгария, Венгрия, Индия, Иордания, Иран, Северная Корея, Кувейт, Ливия, Никарагуа, Перу, Польша, Румыния, Сирия, Вьетнам, Финляндия |
| 1974        |      | 9Ш119М             | 4.0 км    | 9С474       | 9М113  | -           | Конкурс              | Spandrel | 9П135 9П148                | Индия, Иран, Польша, Сирия, Египет, Болгария, Китай |
| 1978        |      | -                  | 2.0 км    | 9С816       | 9М115  | -           | Метис                | Saxhorn  | 9П151                      | Бангладеш, Китай |
| 1980        |      | 9Ш135              | 3.0 км    | 9С53 9С58   | 9М117  | 9Э421 9Э431 | Кастет Бастион Басня | Swinger  | 2А29 Рапира Т-54 Т-55 Т-62 | Россия, Казахстан, Хорватия, Болгария |
| 1985        |      | ПНК                | 5.0 км    | 9С516 9С517 | 9М119  | 9Э431       | Рефлекс              | Sniper   | Т-80                       | Узбекистан, Пакистан, Корея, Кипр, Ангола, Великобритания, США                                                                                           |

## Оптическое стекловарение

### Освоенные технологии выработки стекла
| Наименование предприятия | Страна   | НТР     | Полоса (штапик) | Сляб (отливка) | Прессовка (шамотная) | Прессовка (бесшамотная) | Капля (шарик) | Освоенные технологии выработки стекла | Объём выработки стекла, тон в год | Количество типов стекла | Количество работающих на предприятии |
| 1                        | 2        | 3       | 4               | 5              | 6                    | 7                       | 8             | 9                                     | 10                                | 11                      | 11                                   |
| ИПЗ                      | Украина  | освоено | освоено         | освоено        | освоено              | освоено                 | освоено       | 6                                     | 30 000                            | 120                     | 15 000                               |
| ЛЗОС                     | Россия   | -       | -               | освоено        | освоено              | освоено                 | -             | 3                                     | 20 000                            | 120                     | 10 000                               |
| SCHOTT                   | Германия | освоено | освоено         | освоено        | освоено              | освоено                 | освоено       | 6                                     | 20 000                            | 250                     | 10 000                               |
| HOYA                     | Япония   | освоено | освоено         | освоено        | освоено              | освоено                 | освоено       | 6                                     | 30 000                            | 250                     | 15 000                               |

## Вторжение РФ в Украину.
В апреле 2022 года завод был захвачен и разграблен российской армией.

### Галерея

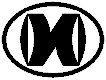
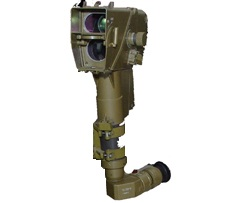
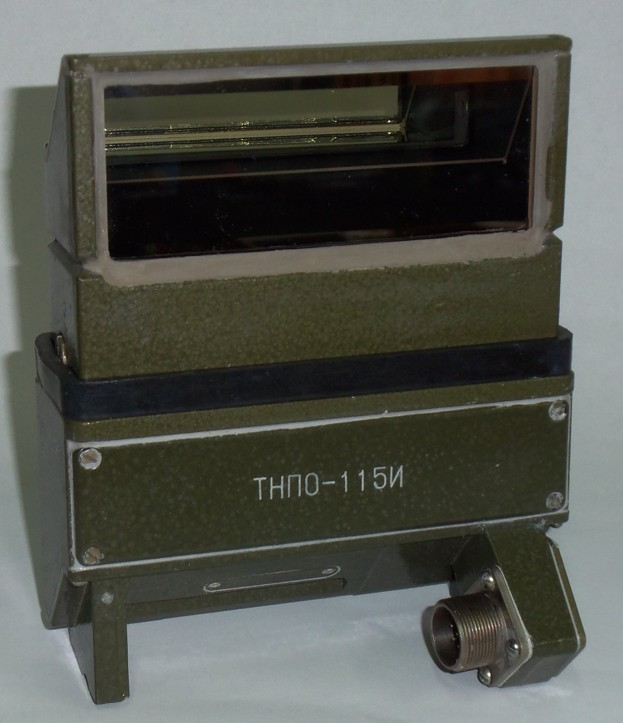
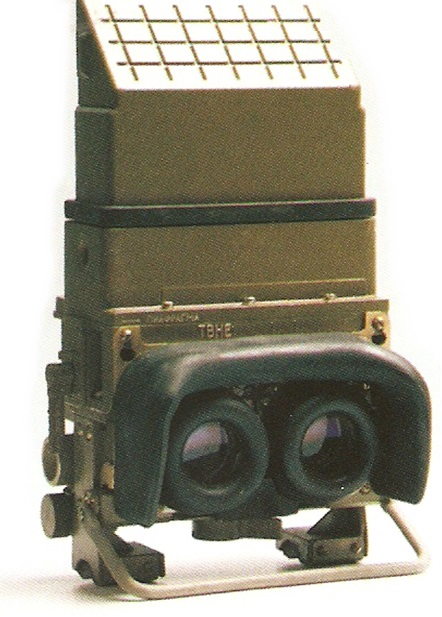
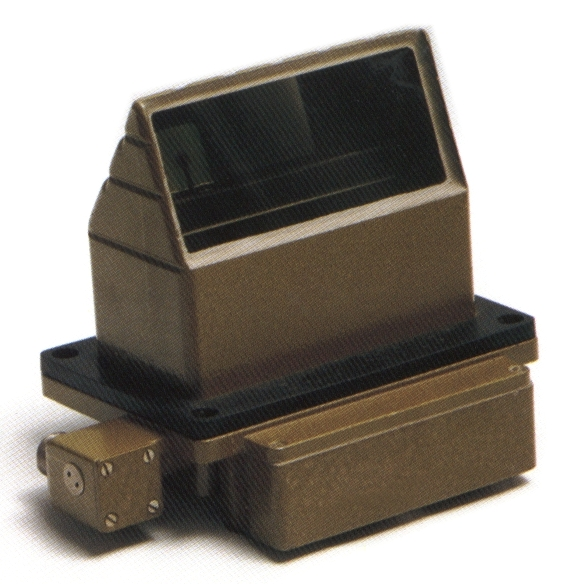
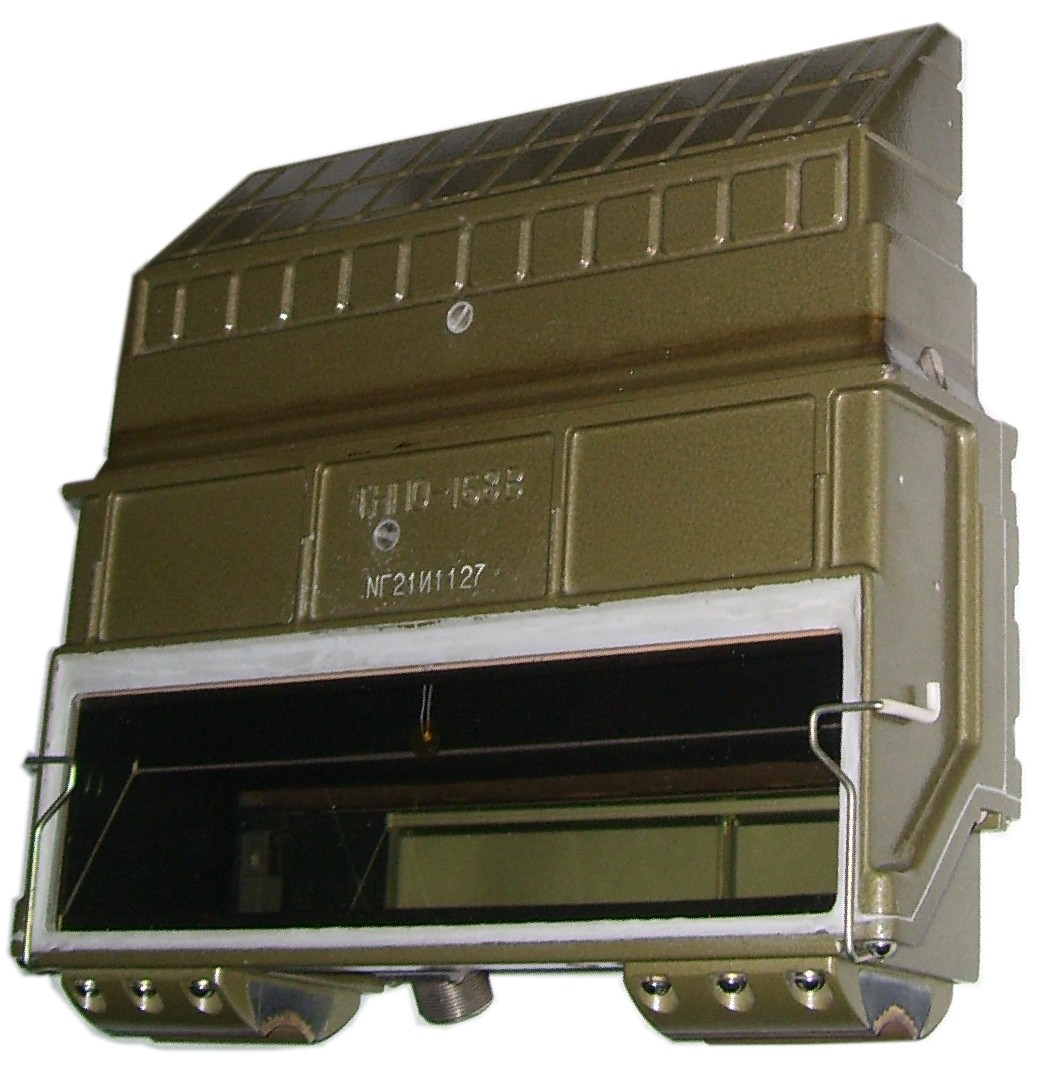
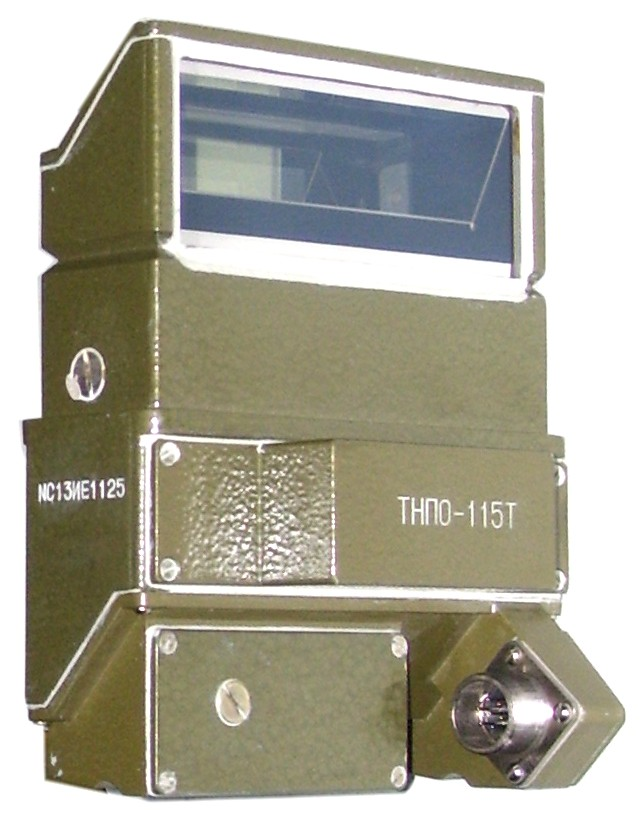
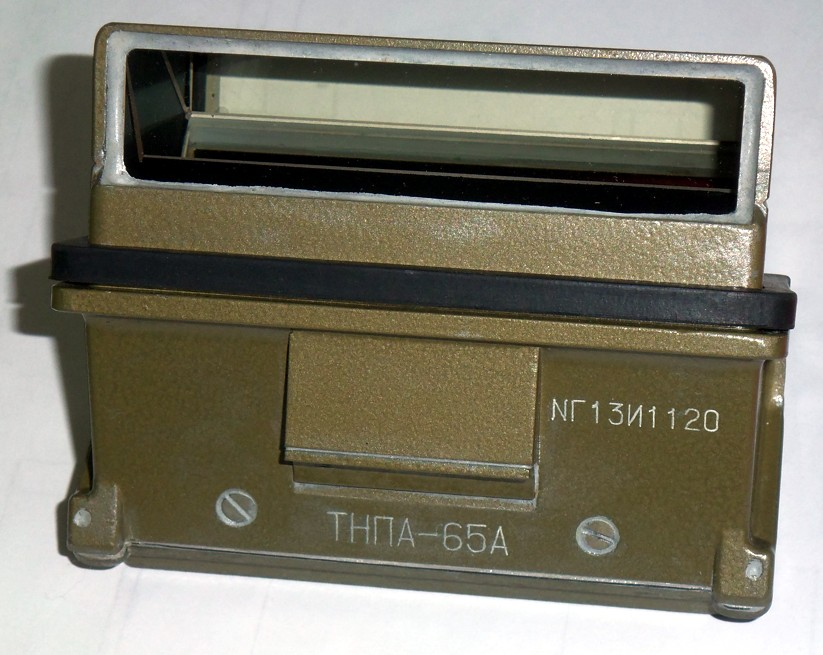
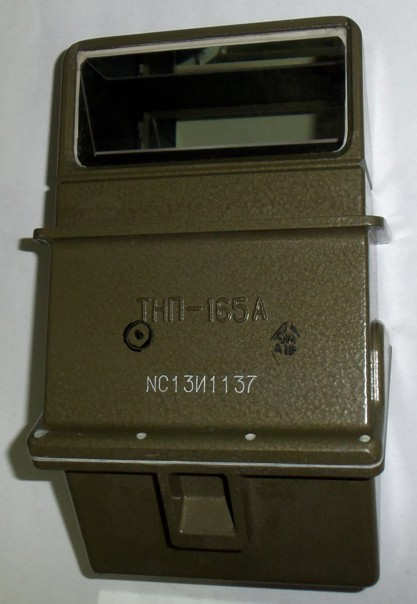
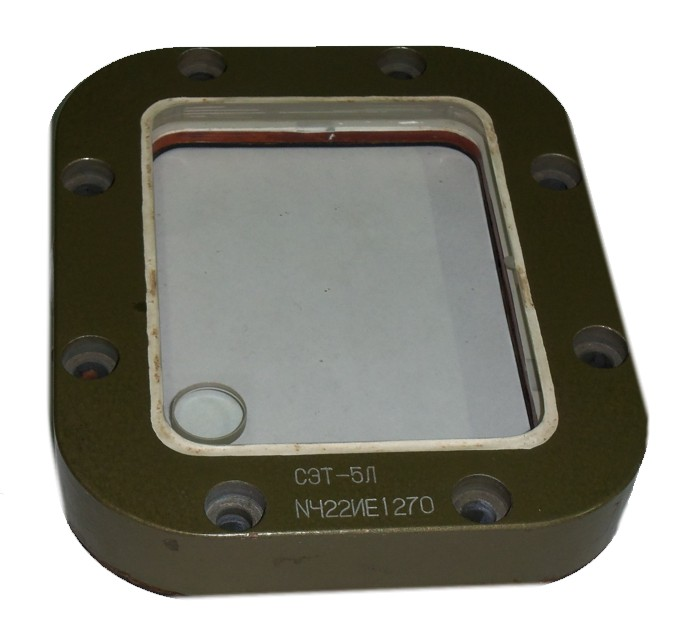
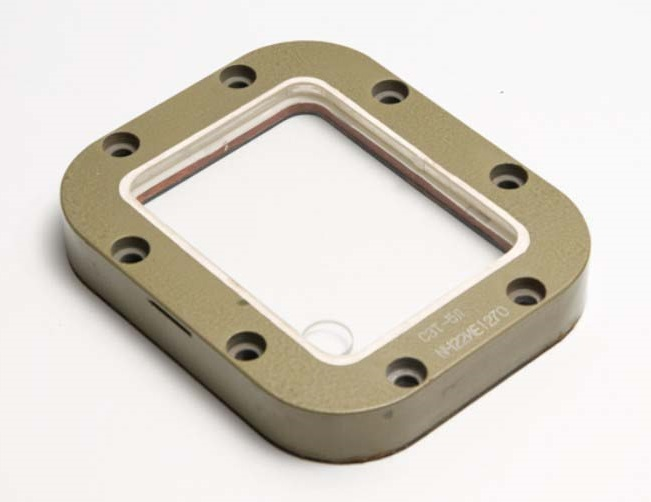
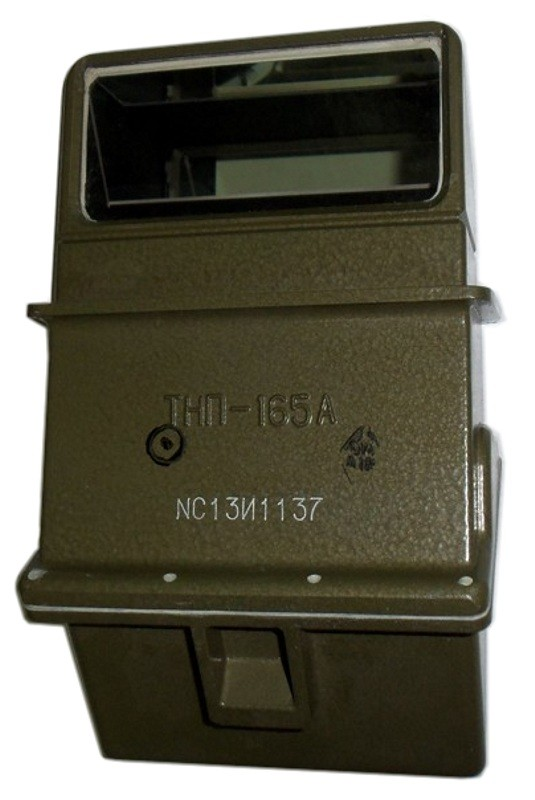
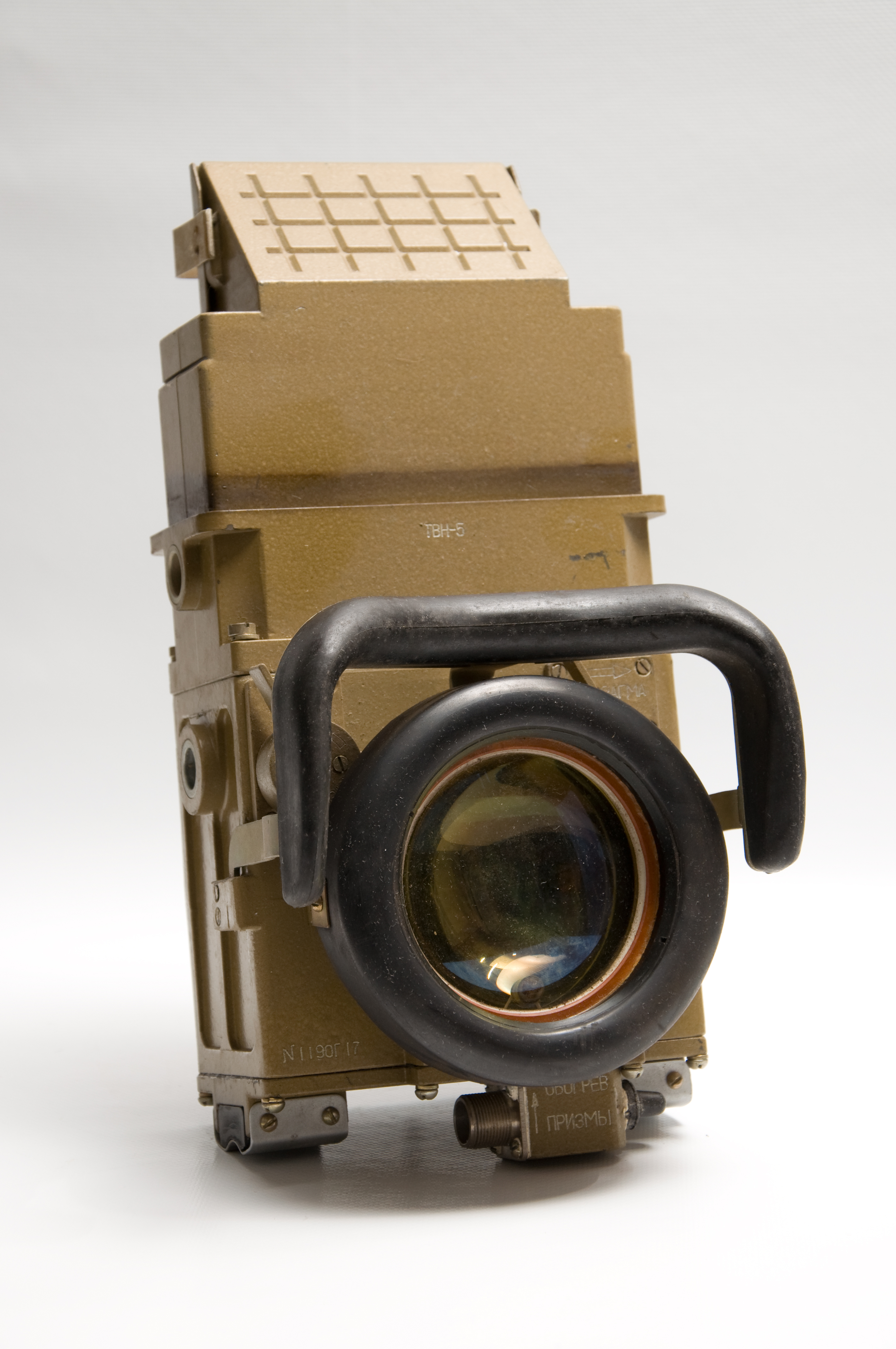
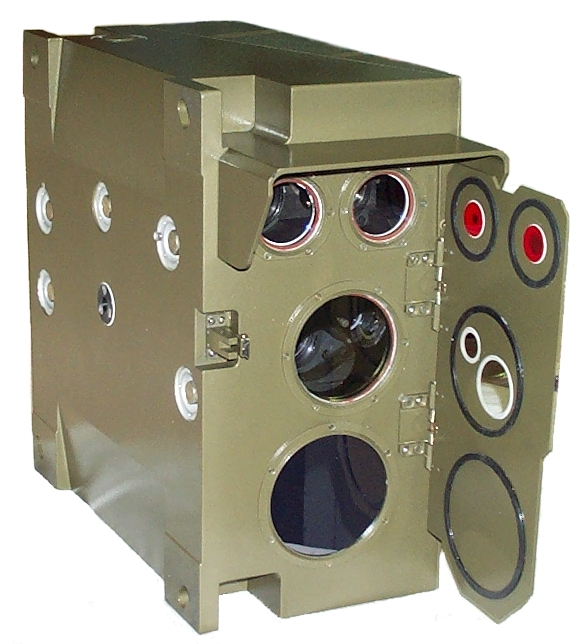
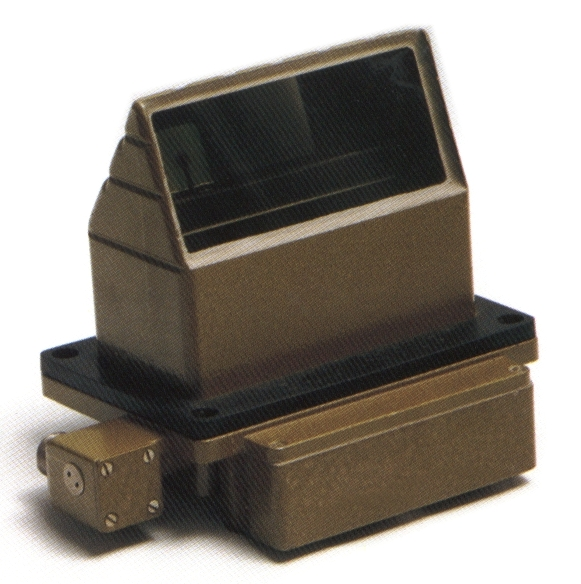
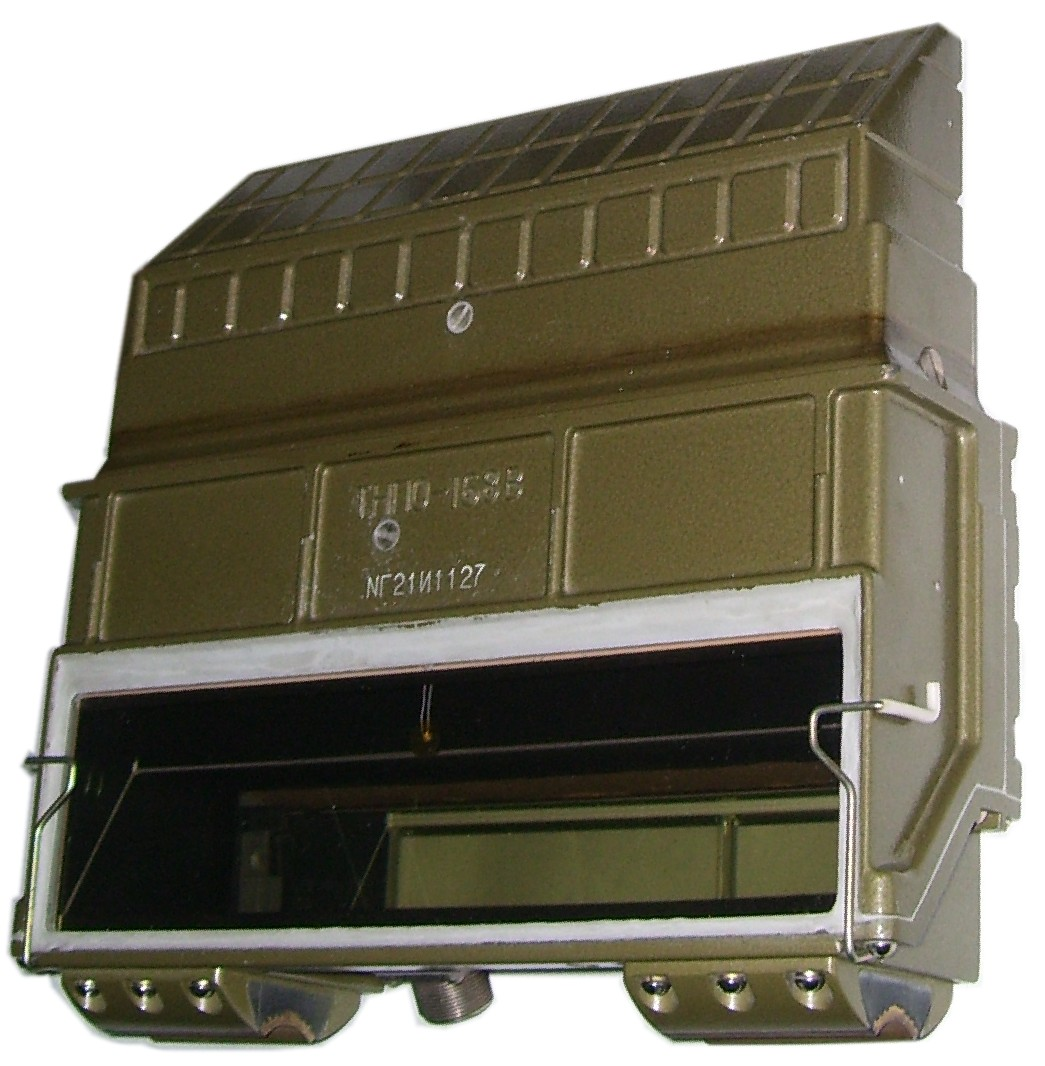
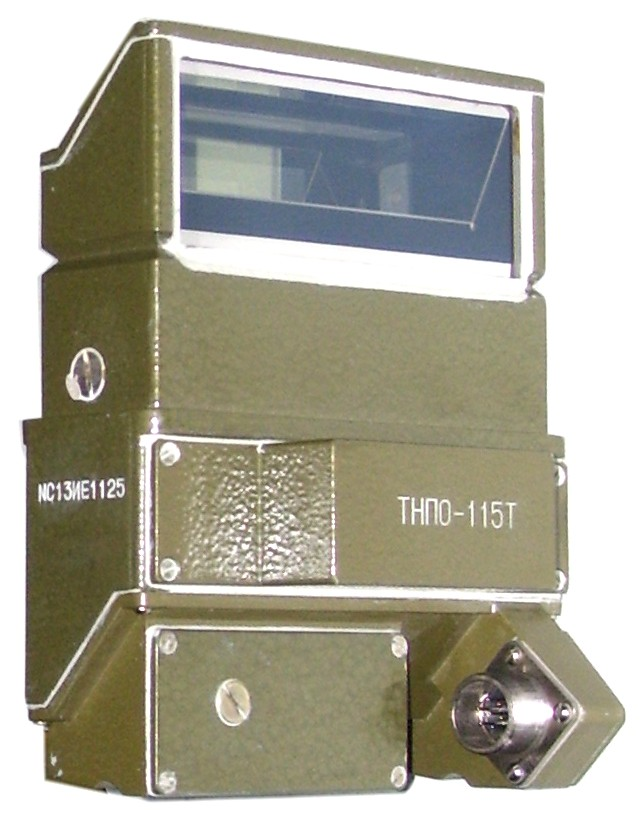
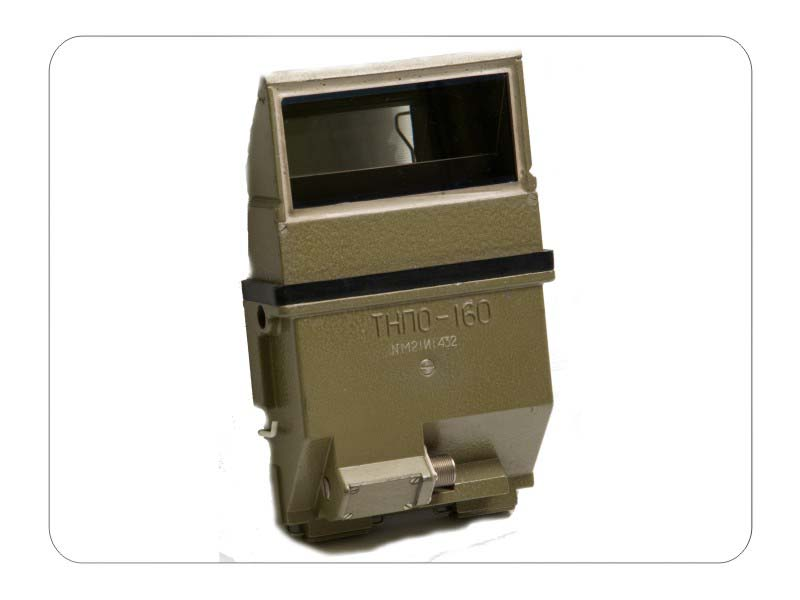
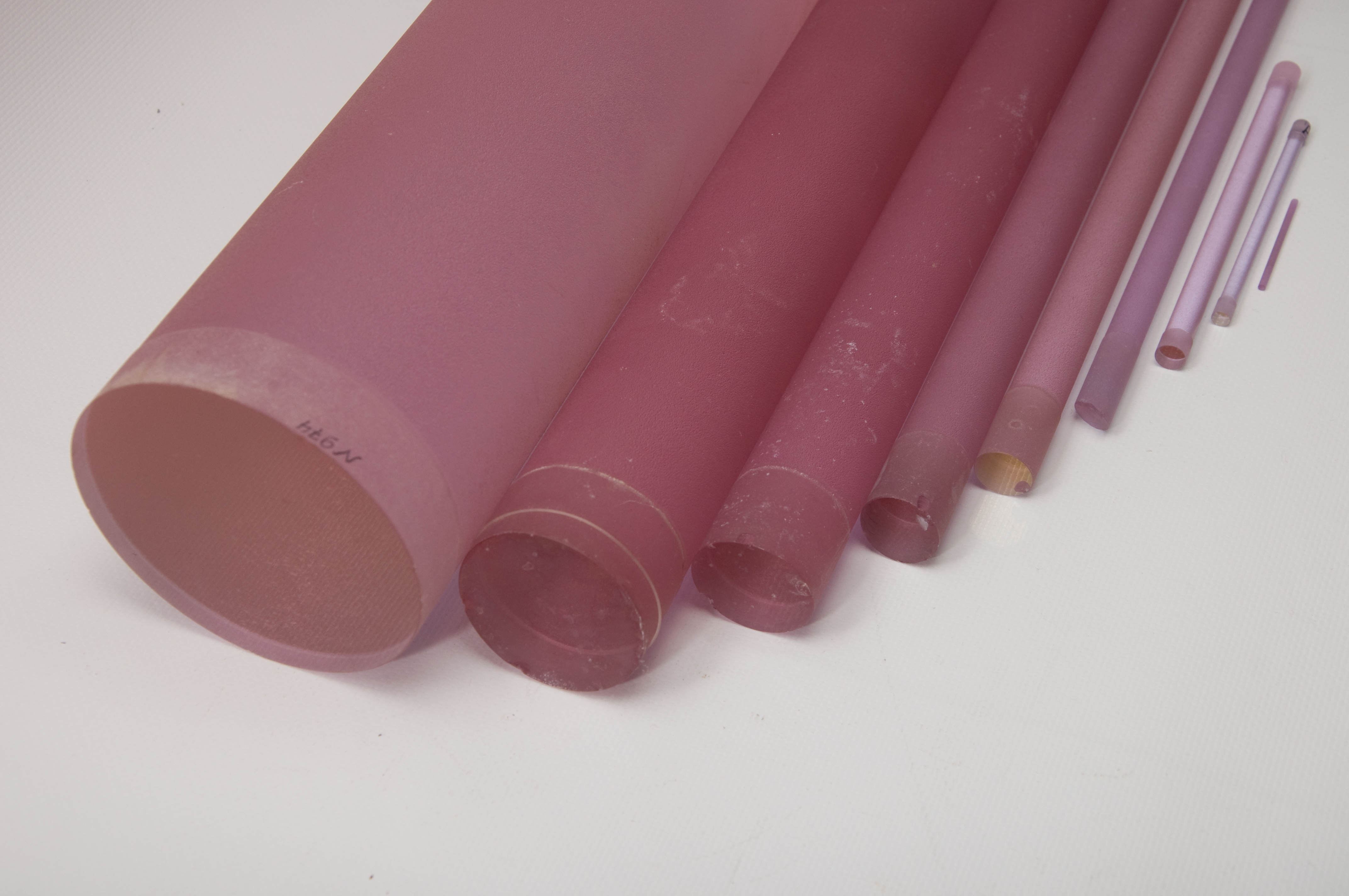

## Ключевые фигуры[источникне указан 3064 дня]
- Демкина Лидия Ивановна
- Жуковский Григорий Юльевич
- Гречко Андрей Антонович
- Мычак Олег Николаевич
- Бабиченко Любовь Ивановна[6]
- Кулешов, Павел Николаевич
- Потапенко Владимир Яковлевич
- Приходько Аркадий Владимирович
- Устинов Дмитрий Фёдорович
- Нейченко Юрий Владимирович
- Зверев Сергей Алексеевич
- Файфер Борис Николаевич
- Финогенов Павел Васильевич
- Смирнов Леонид Васильевич
- Шипунов Аркадий Георгиевич
- Шомин Николай Александрович